# محمد صباح السالم الصباح
محمد صباح السالم الصباح (انگلیسی: Mohammad Sabah Al-Salem Al-Sabah؛ زادهٔ ۱۰ اکتبر ۱۹۵۵) سیاست‌مدار اهل کویت است. او یکی از اعضای ارشد خانواده سلطنتی کویت است و مناصب کلیدی مختلفی به عنوان سیاستمدار، اقتصاددان و دیپلمات داشته است. او از ۱۷ ژانویه ۲۰۲۴ تا ۱۵ مه ۲۰۲۴ به عنوان نخست‌وزیر کویت خدمت کرد. او قبل از نخست‌وزیری، معاون نخست‌وزیر کویت بود که سهم قابل توجهی در حکومت این کشور و روابط بین‌الملل داشت.

## دوران اولیه زندگی و تحصیل
متولد ۱۰ اکتبر ۱۹۵۵ الصباح فرزند شیخ صباح سوم السلیم الصباح امیر سابق کویت و نوریه آل احمد الصباح که خواهر امیر فعلی است. برادر بزرگتر او سالم صباح السالم الصباح است که هم وزیر دفاع و هم وزیر کشور بود. محمد صباح الصباح مدرک لیسانس خود را در اقتصاد از کالج کلرمونت مک کنا گرفت و مدرک کارشناسی ارشد و دکترای اقتصاد و مطالعات خاورمیانه را از دانشگاه هاروارد دریافت کرد. او همچنین برنده جایزه جوآن و رابرت بنستن برای دیپلماسی عمومی از موسسه رهبری در دانشکده حقوق و دیپلماسی فلچر در دانشگاه تافتس است.

## حرفه

### خدمات دولتی
او که در سال ۱۹۹۳ به عنوان سفیر کویت در ایالات متحده منصوب شد، تا ۱۴ فوریه ۲۰۰۱ این سمت را بر عهده داشت و در آن زمان وزیر امور خارجه شد. وی از ژانویه ۲۰۰۳ تا ژوئیه ۲۰۰۳ سمت وزیر دارایی را بر عهده داشت. وی در ۱۱ فوریه ۲۰۰۶ به عنوان معاون نخست‌وزیر منصوب شد و به عنوان وزیر امور خارجه نیز ادامه داد.
او در ۱۸ اکتبر ۲۰۱۱ در اعتراض به فساد اداری در دولت کویت از سمت خود استعفا داد. او متعاقباً به عنوان همکار مدعو در دانشگاه آکسفورد به دنبال علایق آکادمیک بود.

### نخست‌وزیری
در ۴ ژانویه ۲۰۲۴، شیخ مشعل الاحمد الجابر الصباح، امیر کویت، شیخ محمد صباح السالم الصباح را به عنوان نخست‌وزیر کویت منصوب کرد. او در ۱۷ ژانویه ۲۰۲۴ سوگند یاد کرد و اولین بار در ۲۰ سال گذشته بود که یکی از نوادگان شاخه بانو سلیم از خاندان حاکم کویت این سمت را بر عهده گرفت. شیخ احمد عبدالله الاحمد الصباح در ۱۵ آوریل ۲۰۲۴ به عنوان نخست‌وزیر معین منصوب شد. تصدی مسئولیت او منوط به تشکیل کابینه و سوگند او در مجلس شورای ملی بود. پس، پس از این انتصاب، شیخ محمد به عنوان سرپرست نخست‌وزیر خدمت می‌کرد.

## زندگی شخصی
الصباح با فریال دوائج آل سلمان الصباح ازدواج کرده و دارای چهار فرزند است.

## شوراها، کمیته‌ها و عضویت‌ها

### کویت
- رئیس هیئت مدیره صندوق توسعه اقتصادی عرب کویت (۲۰۰۳–۲۰۱۱)
- عضو شورای عالی سازمان محیط زیست (۲۰۰۳–۲۰۱۱)
- عضو شورای امنیت ملی (۲۰۰۳–۲۰۱۱)
- عضو شورای عالی برنامه‌ریزی و توسعه (۲۰۰۶–۲۰۱۱)
- عضو کمیته ملی انرژی هسته ای کویت (۲۰۰۹–۲۰۱۱)
- سرپرست کمیسیون خدمات ملکی (۲۰۰۳–۲۰۱۱)
- در سال ۱۹۸۷، او تا سال ۱۹۸۸ به عنوان معاون رئیس مؤسسه تحقیقات علمی کویت منصوب شد .
- در سال ۱۹۹۰، او عضو هیئت کنگره مردمی کویت بود که در دوره حمله عراق به کویت از کشورهای آمریکای شمالی بازدید کرد. در آن دوره، او همچنین عضو شورای عالی مشورتی بود که کار دولت کویت در تبعید را هماهنگ می‌کرد.[۹]
- مرکز مشاور هیئت مدیره روابط بین‌الملل و توسعه پایدار[۱۰]

## افتخارات و جوایز
- ۲۰۱۴ جایزه جهانی رهبری رابرت و جوآن بنتسون در دیپلماسی عمومی از مدرسه فلچر در دانشگاه تافتس
- ۱۹۷۸ دریافت کننده جایزه محقق سالواتوری[نیازمند منبع]